# پنجاه طیف بلک
پنجاه طیف سیاه (به انگلیسی : fifty shades of black) فیلم کمدی امریکایی محصول سال ۲۰۱۶ و به کارگردانی مایکل تایدس است. مارلون وینس در کنار بازی در این فیلم، در تهیه‌کنندگی و نویسندگی آن هم همکاری کرده‌است. این فیلم تقلیدی طنز از فیلم رمانتیک پنجاه طیف گری است و در ۲۹ ژانویه ۲۰۱۶ اکران شد.